# Benjamin Youla
Benjamin Youla, född 12 november 1975, är en friidrottare från Kongo-Brazzaville. Han deltog vid olympiska sommarspelen 2000.